# 아마존 다이나모DB
아마존 다이나모DB(Amazon DynamoDB)는 키-값 및 도큐먼트 자료 구조를 지원하는 사유 NoSQL 데이터베이스 서비스이며 아마존닷컴이 아마존 웹 서비스 포트폴리오의 일부로서 제공한다. 다이나모DB는 다이나모라는 스토리지 시스템의 이름에서 파생된, 유사 데이터 모델을 노출하지만 기반이 되는 구현체는 다르다. 다이나모는 클라이언트에게 버전 충돌의 해결을 요구하는 멀티리더 디자인을 가진 반면 다이나모DB는 고내구성과 고가용성을 위해 여러 데이터 센터 간 동기 복제를 이용한다. 다이나모DB는 아마존의 CTO Werner Vogels에 의해 2012년 1월 18일 발표되었으며 아마존 심플DB의 진화로서 표현된다.

## 같이 보기
- 아마존 오로라
- 아마존 레드시프트
- 아마존 관계형 데이터베이스 서비스